# Comté de Scurry
Le comté de Scurry, en anglais : Scurry County, est un comté situé au nord de la partie centrale de l'État du Texas aux États-Unis. Fondé le 19 novembre 1876, son siège de comté est la ville de Snyder. Selon le recensement des États-Unis de 2020, sa population est de 16 932 habitants. Le comté a une superficie de 2 350,4 km2, dont 2 345 km2 de surfaces terrestres. Il est baptisé en l'honneur du général William Read Scurry de l'Armée des États confédérés.

## Organisation du comté
Le comté de Scurry est créé le 19 novembre 1876, à partir des terres du comté de Young. Il est définitivement organisé et autonome, le 28 juin 1884.
Il est baptisé en référence au général William Read Scurry, ancien procureur de district, devenu militaire, qui participe à la guerre américano-mexicaine. Il se distingue durant la guerre de Sécession, lors de l'invasion du Nouveau-Mexique, alors qu'il commande les troupes armées de la Confédération et notamment lors de la bataille de Glorieta Pass,,.

## Géographie

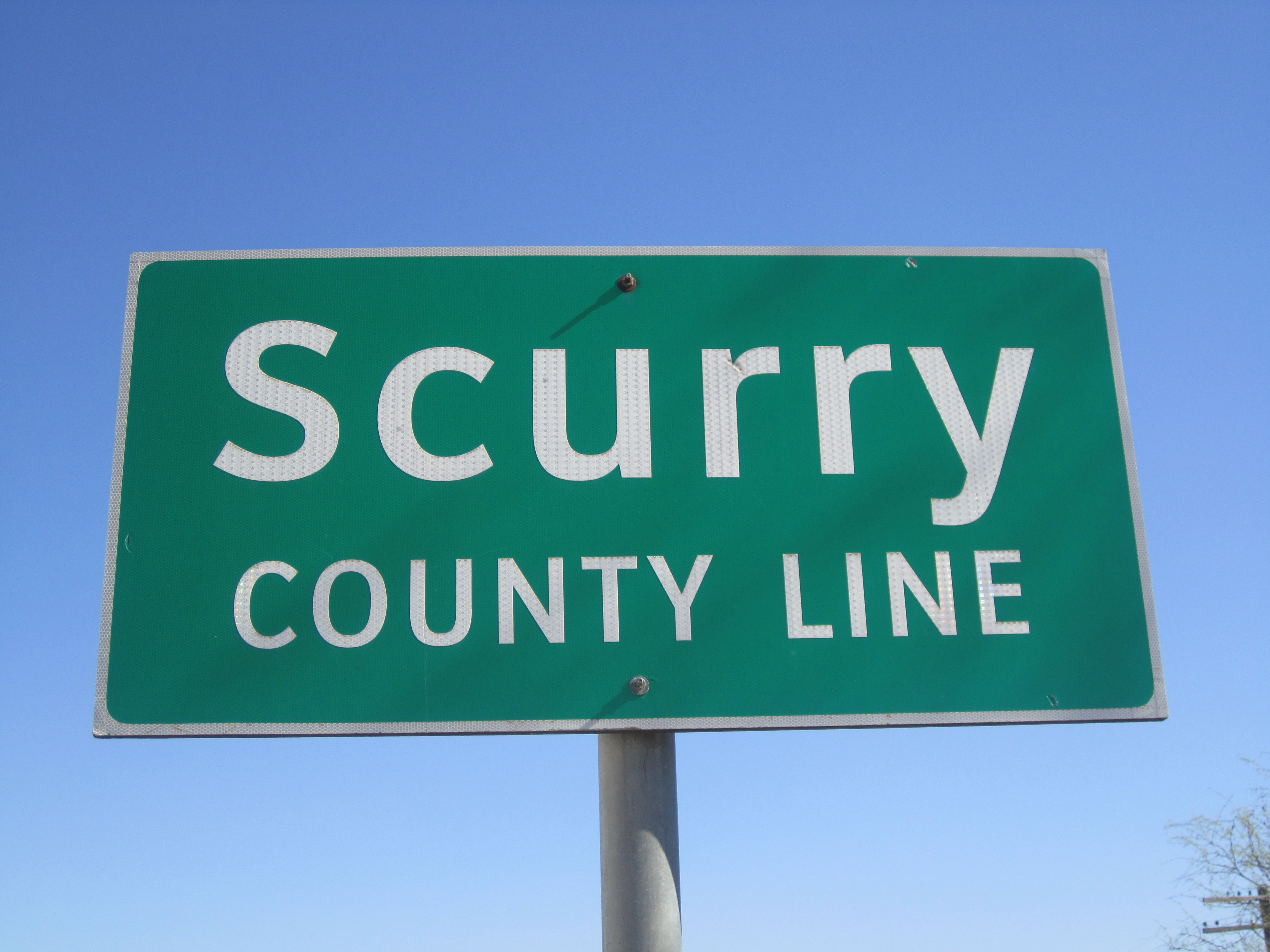
Panneau de limite du comté.

Le comté de Scurry est situé dans la région de Llano Estacado, au nord de la partie centrale de l'État du Texas, aux États-Unis,. Il est drainé, au sud-est, par le fleuve Colorado du Texas.
Il a une superficie totale de 2 350,4 km2, composée de 2 345 km2 de terres et de 5,4 km2 de zones aquatiques.

## Comtés adjacents
| Comté de Garza  | Comté de Kent     |                 |
| Comté de Borden | comté de Scurry   | Comté de Fisher |
|                 | Comté de Mitchell |                 |

## Démographie
Lors du recensement de 2010, le comté comptait une population de 16 921 habitants. En 2017, la population est estimée à 17 050 habitants,.

Pyramide des âges du comté de Scurry (2000).